# 225. Infanterie-Division (Wehrmacht)
La 225. Infanterie-Division fu una divisione dell'esercito tedesco attiva durante la seconda guerra mondiale che venne creata nel 1939 e fu impiegata nell'invasione tedesca del Belgio, nella campagna di Francia e sul fronte orientale, dove fu fatta prigioniera dai sovietici nel 1945.

## Storia

### Invasione tedesca del Belgio e campagna di Francia
La divisione fu costituita il 26 agosto 1939 ad Amburgo ed immediatamente dopo la sua formazione, fu trasferita nella zona di Aquisgrana e utilizzata per la protezione delle frontiere. All'inizio della campagna di Francia, marciò dall'area di Kleve attraverso il confine olandese, poi avanzò in Belgio, attraversando la Mosa a Mook, occupando l'isola di Walcheren e marciando attraverso la Schelda fino ad Anversa. Successivamente fu coinvolta in diversi scontri sul canale di Lys e nella sezione di Gand, da dove proseguì per Ostenda, Tournai, Valenciennes e Cambrai; da qui ritornò nell'area tra Ostenda e Bruges, dove rimase come forza di occupazione. Finita la campagna venne trasferita nella zona di Reims nel novembre 1940, dal gennaio 1941 a Le Havre, con compiti di protezione costiera e dall'aprile 1941 come forza di occupazione nella zona di Amiens.

### Fronte orientale
Nel dicembre 1941 fu trasportata sul fronte orientale e divisa e schierata nella parte settentrionale del fronte, dove fu divisa in diversi gruppi di combattimento; fu solo nell'aprile 1942 che la divisione fu riunita, per poi essere schierata nel dicembre a Demjansk e nel marzo 1943 sul lago Illmen. Da giugno ad agosto 1943 la divisione combatté sul Volkhov e nel settembre 1943 sulla Neva a est di Leningrado, tuttavia dopo l'inizio dell'offensiva invernale sovietica vicino a Leningrado nel gennaio 1944, dovette ritirarsi attraverso Luga fino a Narva. Il 20 febbraio 1944 incorporò delle parti della ormai sciolta 9. Luftwaffen-Feld-division. La divisione fu poi spostata nella zona di Dünaburg, ma dovette ritirarsi in Livonia ed all'inizio di ottobre 1944 attraversò il Daugava vicino a Riga, raggiungendo la Curlandia, dove combatté nei mesi successivi. Verso la fine della guerra la divisione fu fatta prigioniera dalle truppe dell'Armata rossa nella sacca di Curlandia.

## Ordine di battaglia
225. Infanterie-Division 1939
- Infanterie-Regiment 333
- Infanterie-Regiment 376
- Infanterie-Regiment 377
- Artillerie-Regiment 225
- Pionier-Bataillon 225
- Panzerabwehr-Abteilung 225
- Aufklärungs-Abteilung 225
- Infanterie-Divisions-Nachrichten-Abteilung 225
- Infanterie-Divisions-Nachschubführer 225

225. Infanterie-Division 1943
- Grenadier-Regiment 333
- Grenadier-Regiment 376
- Grenadier-Regiment 377
- Artillerie-Regiment 225
- Pionier-Bataillon 225
- Feldersatz-Bataillon 225
- Panzerjäger-Abteilung 225
- Füsilier-Bataillon 225
- Infanterie-Divisions-Nachrichten-Abteilung 225
- Infanterie-Divisions-Nachschubführer 225

## Decorazioni
Alcuni soldati della 225. Infanterie-division furono premiati per le loro azioni in guerra:
- Croce Tedesca
  - in oro: 20
- Croce di Cavaliere della croce di ferro: 14[3]
  - Croce di Cavaliere con foglie di quercia: 1
- Distintivo per combattimenti ravvicinati:
  - in bronzo: 2
  - in argento: 2
  - in oro: 1

## Comandanti
- Generalleutnant Ernst Schaumburg (1º settembre 1939 - 1º luglio 1940)
- Generalleutnant Friedrich-Karl von Wachter (1º luglio 1940 - 1º giugno 1941)
- Generalleutnant Hans von Baße (1º giugno 1941 - 25 settembre 1942)
- Generalleutnant Walther Riße (25 settembre 1942 - 24 marzo 1944)
- Generalleutnant Karl Wingerst (24 marzo 1944 - 25 luglio 1944)
- Generalleutnant Walther Riße (25 luglio 1944 - aprile 1945)[1]